# 환조 (조선)
환조 이자춘(桓祖 李子春, 1315년 1월 20일~몰년(1360년 5월 3일(음력 4월 18일) 또는 1361년 6월 3일(음력 4월 30일)) 미상)은 고려의 무신이며 조선의 추존국왕이다.
조선을 건국한 태조 이성계의 아버지로, 본관은 전주(全州)이며, 고려 동북면 알동천호소에서 출생하였다.
그의 아버지 이춘과 함께 원나라의 천호로 부임 하다가, 1356년 공민왕이 쌍성총관부 탈환 때 고려로 귀순 하였다. 대중대부사복경과 삭방도만호 겸 병마사와, 평장사 등을 역임한 그는, 사후에 문하시중에 추증되었다.
조선 건국 후 아들 이성계에 의해 환왕(桓王)으로 추존 되었다가, 연이어 환조연무성환 대왕(桓祖淵武聖桓 大王)으로 추존 되었다.

## 생애
아버지 이춘(李椿)의 사후 형인 이자흥(李自興)마저 연이어 사망하자, 어린 조카인 이교주(李咬住)를 대신하여 원나라의 천호(千戶)를 세습받아 재직하였고, 원나라의 후원에 힘입어 부원세력(附元勢力)인 이복동생의 외척인즉, 조씨(趙氏) 가문과의 대결에서 승리, 습직했으나, 그 후 원나라의 정책에 의하여 타격을 받게 됨에 따라 점차 원나라에 대하여 회의를 느끼게 되었다.
이자춘은 원나라의 다루가치를 지냈다. 그러나 고려 공민왕이 쌍성총관부를 공격할 때 부원세력이였던 조씨와 이씨에게 조상의 죄를 씻으라하여 이에 동조, 왕의 신임을 얻었다. 
이때 대륙에서 원, 명 교체기에 원나라의 세력이 약화된 것을 기회로 반원(反元) 정책을 추진하던 고려 공민왕은 동북면의 쌍성총관부(雙城摠管府)와 연결되어 있는 친원사대파(親元事大派)인 기씨(奇氏) 세력을 제거하기 위하여 이 지역에 유이민을 기반으로 세력을 형성하고 있는 이자춘을 끌어들일 필요성을 느끼고 있었다.
이를 알아차린 이자춘은 자신의 세력 기반을 유지하기 위하여 1355년, 고려에 투항하여 소부윤(少府尹)의 관직에 제수되었다. 이듬해 유인우(柳仁雨)와 더불어 동북면을 협공하게 하여 쉽게 이 지역을 점령하여 원의 간섭기 이래 빼앗겼던 동북 영토를 99년 만에 회수하였다. 이로써 그는 그동안 뿌리 깊게 대립하였던 친원 세력인 조소생을 제거하였다.
또한 이때의 전공으로 대중대부사복경(大中大夫司僕卿)이 되어 저택이 하사되었고, 오랫동안 그의 기반이었던 동북면을 떠나 개경에 머물게 되었다.
이후 개경에 머무른 지 1년 만에 그가 동북면으로 돌아가려 하자 그곳의 토착기반을 이용하여 고려의 조정을 배반할 것임을 들어 그의 동북면 귀환을 대신들이 반대하였으나 공민왕은 그가 아니면 동북면을 안정시킬 수 없다고 판단하여 삭방도만호 겸 병마사(朔方道萬戶兼兵馬使)로 임명하여 그는 다시 영흥으로 돌아갈 수 있었고 3년 뒤인 1360년에 모든 관직을 사퇴 후 이듬해 1361년에 영흥 향리 그곳에서 사망하였다.
사망 날짜와 관련하여 《이자춘 신도비명》, 《정릉 신도비명(1393)》, 《동문선》 등은 모두 경자년 4월 갑술일(1360년 4월 18일)에 사망하였다고 기록하고 있고, 《태조실록》 총서와 《고려사》는 신축년 4월 경술일(1361년 4월 30일)에 사망했다고 기록하고 있어 차이를 보인다.
사후 문하시중에 증직, 조선 건국 후 아들인 태조에 의해 환왕(桓王)으로 추존, 손자인 태종 때 다시금 환조(桓祖) 연무성환대왕(淵武聖桓大王)으로 추존되었다. 능은 함경남도 함흥시에 위치한 정릉(定陵)이며, 의혜왕후의 화릉(和陵)도 같은 묘역에 위치해 있다.

## 가족 관계
| 1315년 생일 미상 고려 동북면 | 1360년 5월 3일 (음력 4월 18일) 1361년 6월 3일 (음력 4월 30일) 고려 동북면 영흥 |

|      |                             | 본관 | 생몰년        | 부모                                          | 비고                   |
| ---- | --------------------------- | ---- | ------------- | --------------------------------------------- | ---------------------- |
| 부   | 도조대왕 度祖大王           | 전주 | 미상 - 1342년 | 익조대왕 翼祖大王 정숙왕후 최씨 貞淑王后 崔氏 | 태종 11년(1411년) 추존 |
| 모후 | 경순왕후 박씨 敬順王后 朴氏 | 문주 | 미상          | 안변부원군 박광 安邊府院君 朴光 미상          | 태종 11년(1411년) 추존 |

|      | 시호                                  | 본관 | 이름          | 생몰년     | 부모                                                                    | 비고                   |
| ---- | ------------------------------------- | ---- | ------------- | ---------- | ----------------------------------------------------------------------- | ---------------------- |
| 정비 | 한산 이씨 韓山 李氏                   | 한산 | 내은장 內隱藏 | ? - 1333년 | 미상                                                                    |                        |
| 계비 | 의혜왕후 최씨 懿惠王后 崔氏 의비 懿妃 | 영흥 |               | ? - 1336년 | 영흥부원군 최한기 永興府院君 崔閑奇 조선국대부인 이씨 朝鮮國大夫人 李氏 | 태종 11년(1411년) 추존 |

| 작호 | 작호                                  | 본관 | 이름          | 생몰년        | 부모 | 비고 |
| ---- | ------------------------------------- | ---- | ------------- | ------------- | ---- | ---- |
| 빈   | 정빈 김씨 定嬪 金氏 정안옹주 定安翁主 | 미상 | 고음가 古音加 | 미상 - 1404년 | 미상 |      |

| 군호 작호 | 군호 작호                                 | 이름            | 생몰년          | 생모          | 배우자 | 비고                                  |
| --------- | ----------------------------------------- | --------------- | --------------- | ------------- | --- | ------------------------------------- |
| 1         | 완풍대군 完豊大君 완산군 完山君           | 원계 元桂       | 1330년 - 1388년 | 한산 이씨     | 삼한국대부인 김씨 三韓國大夫人 金氏 삼한국대부인 김씨 三韓國大夫人 金氏 삼한국대부인 남평 문씨 三韓國大夫人 文氏 |                                       |
| 2         | 영성대군 永城大君 완성군 完城君           | 천계 天桂       | 미상            | 한산 이씨     | 부부인 박씨 府夫人 朴氏                                                                                          |                                       |
| 3         | 태조대왕 太祖大王 태조 고황제 太祖 高皇帝 | 성계 成桂 단 旦 | 1335년 - 1408년 | 의혜왕후 최씨 | 신의왕후 한씨 神懿王后 韓氏 신덕왕후 강씨 神德王后 康氏                                                          | 조선의 초대 국왕 대한제국의 추존 황제 |
| 4         | 의안대군 義安大君 의안군 宜安君           | 화 和           | 1348년 - 1408년 | 정빈 김씨     | 삼한국대부인 안씨 三韓國大夫人 安氏 삼한국대부인 노씨 三韓國大夫人 盧氏                                          |                                       |
| 5         | 정윤 正尹                                 | 영 英           | 미상 - 1394년   | 미상          | |                                       |

| 작호 | 작호                                | 생몰년 | 생모          | 배우자                              | 비고 |
| ---- | ----------------------------------- | ------ | ------------- | ----------------------------------- | ---- |
| 1    | 이씨 李氏                           | 미상   | 한산 이씨     | 강우 康祐                           |      |
| 2    | 정화공주 貞和公主 진화택주 眞和宅主 | 미상   | 의혜왕후 최씨 | 용원부원군 조인벽 龍原府院君 趙仁壁 |      |

## 환조가 등장하는 작품
- 《개국》(KBS1, 1983년, 배우: 박경득)
- 《신돈》(MBC, 2005년~2006년, 배우: 전병옥)
- 《신의》(SBS, 2012년, 배우: 정동규)
- 《육룡이 나르샤》(SBS, 2015년~2016년, 배우: 이순재)

## 같이 보기
- 한국의 역사